# 영덕군의 농어촌버스
영덕군의 농어촌버스는 경상북도 영덕군의 버스를 중심으로 운행하는 대중교통 수단이다. 운행 회사로는 영덕버스가 있다.

## 운임
교통카드는 2019년 3월 13일부터 사용이 가능하며, DGB유페이와 계약했다. 현금으로 승차하거나 간이정류장에서 승차권을 구입하여 이용할 수도 있지만 터미널에선 승차권만 허용되는 경우가 있다. 전 구간 단일요금제를 채택하고 있으나, 이는 청송군, 영양군 지역으로 가면 최고 2,600원의 구간요금이 발생한다.
| 종류 | 나이                    | 현금 (원) | 카드 (원) |
| ---- | ----------------------- | --------- | --------- |
| 일반 | 어른 (만 19세 이상)     | 1,300     | 1,200     |
| 일반 | 청소년 (만 13세 ~ 18세) | 1,000     | 900       |
| 일반 | 어린이 (만 7세 ~ 12세)  | 700       | 600       |

## 운행 노선
경유지의 굵은 글씨는 반환점이며, 각 소요시간은 기점에서 반환점까지 이동 시간이다.

### 영덕버스터미널기점
| 노선      | 운행구간       | 운행구간 | 운행구간          | 경유지 | 운행 횟수 | 비고                                     |
| --------- | -------------- | -------- | ----------------- | --- | --------- | ---------------------------------------- |
| 영덕 방면 | 영덕버스터미널 | ↔        | 창포리            | 영덕시장, 보건소, 화수, 삼계입구, 상곡, 매정, 오보, 대탄, 해맞이공원, 해양수련원, 창포리, 대부, 하저, 금진, 강구농협, 강구정류장, 금호, 제일병원 | 2회       | 50분 소요 (매정→창포→강구)               |
| 영덕 방면 | 영덕버스터미널 | ↔        | 창포리            | 보건소, 영덕시장, 제일병원, 금호, 강구정류장, 금진, 하저, 대부, 창포리, 해양수련원, 해맞이공원, 대탄, 오보, 노물, 매정, 상곡, 삼계입구, 화수, 보건소, 영덕시장 | 2회       | 50분 소요 (강구→창포→매정)               |
| 영덕 방면 | 영덕버스터미널 | ↔        | 화천3리           | 영덕시장, 보건소, 화수, 삼계입구, 화천, 화천3리, 화천, 삼계입구, 화수, 보건소, 영덕시장 | 3회       | 30분 소요                                |
| 강구 방면 | 영덕버스터미널 | ↔        | 화전2리           | 영덕시장, 제일병원, 남산, 소월, 오포1입구, 강구정류장, 삼사해상공원입구, 삼사, 남호, 우곡, 남호, 삼사, 삼사해상공원입구, 화전, 화전2리, 화전, 강구정류장, 오포1입구, 소월, 남산, 제일병원, 영덕시장 | 3회       | 35분 소요                                |
| 남정 방면 | 영덕버스터미널 | ↔        | 중화2리           | 영덕시장, 제일병원, 남산, 소월, 오포1입구, 강구정류장, 남정, 중화, 중화2리, 중화, 남정, 강구정류장, 오포1입구, 원직, 상직, 상직3리, 상직, 원직, 오포1입구, 강구정류장, 삼사해상공원입구, 남호, 구계, 원척, 부흥, 장사정류장, 부흥, 원척, 구계, 남호, 삼사해상공원입구, 강구정류장, 오포1입구, 소월, 남산, 제일병원, 영덕시장                                                                                   | 3회       | 60분 소요 상직 경유                      |
| 남정 방면 | 영덕버스터미널 | ↔        | 장사정류장        | 보건소, 영덕시장, 제일병원, 남산, 소월, 오포1입구, 강구정류장, 삼사해상공원, 남호, 구계, 원척, 부흥, 장사정류장, 부흥, 원척, 구계, 남호, 오포3리, 강구정류장, 오포1입구, 소월, 남산, 제일병원, 영덕시장, 보건소 | 4회       | 35분 소요 오포3리 경유                   |
| 남정 방면 | 영덕버스터미널 | ↔        | 장사정류장        | 보건소, 영덕시장, 제일병원, 남산, 소월, 오포1입구, 강구정류장, 삼사해상공원, 남호, 구계, 원척, 부흥, 장사정류장, 부경온천, 장사정류장, 부흥, 원척, 구계, 남호, 삼사해상공원, 강구정류장, 오포1입구, 소월, 남산, 제일병원, 영덕시장 | 3회       | 35분 소요 해상공원, 부경온천 경유        |
| 남정 방면 | 영덕버스터미널 | ↔        | 장사정류장        | 보건소, 영덕시장, 제일병원, 남산, 소월, 오포1입구, 강구정류장, 삼사해상공원, 남호, 구계, 원척, 부흥, 장사정류장, 봉전, 도천, 사암, 도천, 봉전, 장사정류장, 양성, 회리, 회3리, 회리, 양성, 장사정류장, 부흥, 원척, 구계, 남호, 해상공원입구, 강구정류장, 오포1입구, 소월, 남산, 제일병원, 영덕시장 | 2회       | 60분 소요 도천, 회리 경유                |
| 남정 방면 | 영덕버스터미널 | ↔        | 장사정류장        | 보건소, 영덕시장, 제일병원, 남산, 소월, 오포1입구, 강구정류장, 삼사해상공원, 남호, 구계, 원척, 부흥, 장사정류장, 봉전, 도천, 봉전, 장사정류장, 부흥, 원척, 구계, 남호, 해상공원입구, 강구정류장, 오포1입구, 소월, 남산, 제일병원, 영덕시장 | 1회       | 30분 소요 도천 경유                      |
| 달산 방면 | 영덕버스터미널 | ↔        | 봉산리            | 영덕시장, 보건소, 화개, 구미, 신애, 삼화, 오천, 신양삼거리, 대지삼거리, 용덕, 인곡, 용전, 덕산, 봉산, 봉산2리, 봉산, 덕산, 용전, 인곡, 용덕, 대지삼거리, 신양삼거리, 오천, 삼화, 신애, 구미, 화개, 보건소, 영덕시장 | 6회       | 35분 소요                                |
| 달산 방면 | 영덕버스터미널 | ↔        | 옥계계곡          | 영덕시장, 보건소, 화개, 구미, 신애, 삼화, 오천, 신양삼거리, 대지삼거리, 대지, 달산면사무소, 용평, 흥기, 무지개숲, 매일, 흥기, 주응, 옥산, 매방, 옥계계곡, 옥계종점, 옥계계곡, 매방, 옥산, 주응, 흥기, 매일, 무지개숲, 흥기, 용평, 달산면사무소, 대지, 대지삼거리, 신양삼거리, 오천, 삼화, 신애, 구미, 화개, 보건소, 영덕시장                                                                                   | 8회       | 40분 소요                                |
| 지품 방면 | 영덕버스터미널 | ↔        | 기사리            | 영덕시장, 보건소, 화개, 구미, 신애, 삼화, 오천, 신양삼거리, 눌곡, 지품면사무소, 용추폭포, 낙평, 수암, 복곡, 원전, 지품, 기사1리, 지품, 원전, 복곡, 수암, 낙평, 용추폭포, 지품면사무소, 눌곡, 신양삼거리, 오천, 삼화, 신애, 구미, 화개, 보건소, 영덕시장 | 3회       | 30분 소요                                |
| 지품 방면 | 영덕버스터미널 | ↔        | 도계리            | 영덕시장, 보건소, 화개, 구미, 신애, 삼화, 오천, 신양삼거리, 눌곡, 지품면사무소, 율전, 도계, 도계2리, 도계, 율전, 지품면사무소, 눌곡, 신양삼거리, 오천, 삼화, 신애, 구미, 화개, 보건소, 영덕시장 | 2회       | 30분 소요                                |
| 지품 방면 | 영덕버스터미널 | ↔        | 송천리            | 영덕시장, 보건소, 화개, 구미, 신애, 삼화, 오천, 심양삼거리, 눌곡, 지품면사무소, 용추폭포, 낙평, 송천, 송천2리, 송천, 낙평, 용추폭포, 지품면사무소, 눌곡, 신양삼거리, 오천, 삼화, 신애, 구미, 화개, 보건소, 영덕시장 | 1회       | 20분 소요                                |
| 지품 방면 | 영덕버스터미널 | ↔        | 원전리            | 영덕시장, 보건소, 화개, 구미, 신애, 삼화, 오천, 신양삼거리, 눌곡, 지품면사무소, 용추폭포, 낙평, 수암, 복곡, 원전, 복곡, 수암, 낙평, 용추폭포, 지품면사무소, 눌곡, 신양삼거리, 오천, 삼화, 신애, 구미, 화개, 보건소, 영덕시장 | 1회       | 40분 소요                                |
| 지품 방면 | 영덕버스터미널 | ↔        | 황장리            | 영덕시장, 보건소, 화개, 구미, 신애, 삼화, 오천, 신양삼거리, 눌곡, 지품면사무소, 용추폭포, 낙평, 수암, 복곡, 원전, 토곡, 황장, 토곡, 원전, 복곡, 수암, 낙평, 용추폭포, 지품면사무소, 눌곡, 신양삼거리, 오천, 삼화, 신애, 구미, 화개, 보건소 | 2회       | 45분 소요                                |
| 청송 방면 | 영덕버스터미널 | ↔        | 청송군 신촌리     | 영덕시장, 보건소, 화개, 구미, 신애, 삼화, 오천, 신양삼거리, 눌곡, 지품면사무소, 용추폭포, 낙평, 수암, 복곡, 원전, 토곡, 황장, 괴정, 신촌리, 괴정, 황장, 토곡, 원전, 복곡, 수암, 낙평, 용추폭포, 지품면사무소, 눌곡 , 신양삼거리, 오천, 삼화, 신애, 구미, 화개, 보건소, 영덕시장 | 3회       | 50분 소요                                |
| 청송 방면 | 영덕버스터미널 | ↔        | 청송군 진보터미널 | 영덕시장, 보건소, 화개, 구미, 신애, 삼화, 오천, 신양삼거리, 눌곡, 지품면사무소, 용추폭포, 낙평, 수암, 복곡, 원전, 토곡, 황장, 괴정, 신촌, 원골, 고현, 시량, 시릿골, 월전, 각산, 진보보건소, 진보시장, 진보터미널, 진보시장, 진보보건소, 각산, 월전, 시량, 고현, 원골, 신촌, 괴정, 황장, 토곡, 원전, 복곡, 수암, 낙평, 용추폭포, 지품면사무소, 눌곡, 신양삼거리, 오천, 삼화, 신애, 구미, 화개, 보건소, 영덕시장 | 3회       | 70분 소요                                |
| 축산 영해 | 영덕버스터미널 | ↔        | 도곡정류장        | 보건소, 영덕시장, 제일병원, 금호, 강구, 강구정류장, 금진, 하저, 대부, 창포, 해양수련원, 해맞이공원, 대탄, 오보, 노물, 석리, 경정, 염장삼거리, 축산, 갈밭메기, 영덕대대, 도곡정류장, 고곡, 중곡, 상곡, 삼계입구, 화수 | 3회       | 30분 소요 강구항→해맞이공원 →고곡리 경유 |
| 축산 영해 | 영덕버스터미널 | ↔        | 축산항            | 보건소, 영덕시장, 제일병원, 금호, 강구, 강구정류장, 금진, 하저, 대부, 창포, 해양수련원, 해맞이공원, 대탄, 오보, 노물, 석리, 경정, 염장삼거리, 축산출장소, 축산항, 축산출장소, 염장삼거리, 경정, 석리, 노물, 오보, 대탄, 해맞이공원, 해양수련원, 창포, 대부, 하저, 금진, 강구, 강구정류장, 강구, 금호, 제일병원, 영덕시장, 보건소                                                                               | 5회       | 30분 소요 강구항, 해맞이공원 경유        |
| 축산 영해 | 영덕버스터미널 | ↔        | 경정1리           | 영덕시장, 보건소, 화수, 삼계입구, 상곡, 매정, 오보, 노물, 석리, 경정, 경정1리, 경정, 노물, 석리, 경정, 경정1리, 석리, 노물, 오보, 매정, 상곡, 삼계입구, 화수, 보건소, 영덕시장 | 5회       | 30분 소요                                |
| 축산 영해 | 영덕버스터미널 | ↔        | 영해버스터미널    | 영덕시장, 보건소, 화수, 삼계입구, 상곡, 중곡, 고곡, 도곡정류장, 아산병원, 영해버스터미널, 아산병원, 상원보건진료소, 부곡입구, 기암, 대곡삼거리, 칠성, 대곡삼거리, 기암, 삼계입구, 화수, 보건소, 영덕시장 | 2회       | 30분 소요 칠성리 경유                    |
| 축산 영해 | 영덕버스터미널 | ↔        | 영해버스터미널    | 영덕시장, 보건소, 화수, 삼계입구, 상곡, 중곡, 고곡, 도곡정류장, 아산병원, 영해버스터미널, 아산병원, 도곡정류장, 고곡, 중곡, 상곡, 삼계입구, 화수, 보건소, 영덕시장 | 2회       | 30분 소요                                |

### 영해버스터미널기점
| 노선      | 운행구간       | 운행구간 | 운행구간                  | 경유지 | 운행 횟수 | 비고                      |
| --------- | -------------- | -------- | ------------------------- | --- | --------- | ------------------------- |
| 영해 축산 | 영해버스터미널 | ↔        | 대리                      | 벌영2리, 원구, 묘곡, 대리, 묘곡, 원구, 벌영2리 | 2회       | 40분 소요 묘곡 경유       |
| 영해 축산 | 영해버스터미널 | ↔        | 묘곡리                    | 벌영2리, 원구, 묘곡, 묘곡1리마을회관, 묘곡, 원구, 벌영2리 | 1회       | 20분 소요                 |
| 영해 축산 | 영해버스터미널 | ↔        | 사진3리                   | 318만세운동기념탑, 영해중고, 괴시, 대진, 사진, 사진3리, 사진, 대진, 괴시, 영해중고, 318만세운동기념탑 | 7회       | 20분 소요                 |
| 영해 축산 | 영해버스터미널 | ↔        | 축산항                    | 318만세운동기념탑, 아산병원, 도곡정류장, 영덕대대, 축산2리, 염장삼거리, 축산출장소, 축산항, 축산출장소, 염장삼거리, 축산2리, 영덕대대, 도곡정류장, 아산병원, 318만세운동기념탑 | 12회      | 20분 소요 도곡 경유       |
| 영해 축산 | 영해버스터미널 | ↔        | 축산항                    | 318만세운동기념탑, 영해중고, 괴시, 대진, 사진, 축산항, 사진, 대진, 괴시, 영해중고, 318만세운동기념탑 | 4회       | 30분 소요 대진 경유       |
| 영해 축산 | 영해버스터미널 | ↔        | 경정3리                   | 318만세운동기념탑, 아산병원, 도곡정류장, 영덕대대, 축산2리, 염장삼거리, 경정, 경정3리, 경정, 염장삼거리, 축산2리, 영덕대대, 도곡정류장, 아산병원, 318만세운동기념탑 | 4회       | 20분 소요                 |
| 영해 축산 | 영해버스터미널 | ↔        | 대곡리                    | 318만세운동기념탑, 아산병원, 상원보건진료소, 부곡입구, 대곡삼거리, 칠성, 대곡삼거리, 대곡리, 대곡삼거리, 부곡입구, 상원보건진료소, 아산병원, 318만세운동기념탑 | 3회       | 30분 소요 칠성 경유       |
| 병곡 방면 | 영해버스터미널 | ↔        | 각3리                     | 서문로터리, 연평, 송천, 원황1리, 각1리, 각3리, 각리, 원황1리, 각리, 송천, 연평, 서문로터리 | 3회       | 20분 소요                 |
| 병곡 방면 | 영해버스터미널 | ↔        | 백석2리                   | 서문로터리, 연평, 송천, 원황2리, 영리, 병곡파출소, 병곡교차로, 백석, 백석2리, 병곡교차로, 병곡파출소, 영리, 원황2리, 송천, 연평, 서문로터리 | 8회       | 30분 소요                 |
| 병곡 방면 | 영해버스터미널 | ↔        | 사천리                    | 서문로터리, 연평, 송천, 덕천, 송천, 신평, 사천리, 신평, 송천, 덕천, 송천, 신평, 송천, 연평, 서문로터리 | 3회       | 20분 소요                 |
| 병곡 방면 | 영해버스터미널 | ↔        | 삼읍리                    | 서문로터리, 연평, 송천, 원황2리, 영리, 병곡파출소, 병곡교차로, 백석, 삼읍리, 금곡, 유금사, 백석, 병곡교차로, 병곡파출소, 영리, 원황2리, 송천, 연평, 서문로터리 | 3회       | 30분 소요 유금사 경유     |
| 병곡 방면 | 영해버스터미널 | ↔        | 유금사 (금곡2리)          | 서문로터리, 연평, 송천, 원황2리, 영리, 병곡파출소, 병곡교차로, 백석, 금곡, 유금사(금곡2리), 백석, 병곡교차로, 병곡파출소, 영리, 원황2리, 송천, 연평, 서문로터리 | 2회       | 40분 소요                 |
| 병곡 방면 | 영해버스터미널 | ↔        | 아곡리                    | 서문로터리, 연평, 송천, 원황2리, 아곡, 아곡저수지입구, 아곡, 거무역, 원황2리, 송천, 연평, 서문로터리 | 3회       | 20분 소요                 |
| 병곡 방면 | 영해버스터미널 | ↔        | 이천리                    | 서문로터리, 연평, 송천, 원황1리, 이천리, 원황1리, 송천, 연평, 서문로터리 | 3회       | 20분 소요                 |
| 울진 방면 | 영해버스터미널 | ↔        | 울진군 후포터미널         | 서문로터리, 연평, 송천, 원황2리, 영리, 병곡파출소, 병곡교차로, 백석, 금곡, 지경, 금음, 후포여객선터미널, 후포터미널, 삼율1리, 금음, 지경, 금곡, 백석, 병곡교차로, 병곡파출소, 영리, 원황2리, 송천, 연평, 서문로터리                                                                              | 8회       | 70분 소요                 |
| 창수 방면 | 영해버스터미널 | ↔        | 가산2리                   | 벌영2리, 원구, 신기정류장, 가산리, 가산2리마을회관, 신기정류장, 인량, 원구, 벌영2리 | 3회       | 30분 소요                 |
| 창수 방면 | 영해버스터미널 | ↔        | 갈천리                    | 벌영2리, 원구, 신기정류장, 신기, 신리1리, 갈천1리마을회관, 미곡, 가산지, 신기정류장, 인량, 원구, 벌영2리 | 2회       | 30분 소요 장육사입구 경유 |
| 창수 방면 | 영해버스터미널 | ↔        | 백청리                    | 벌영2리, 원구, 신기정류장, 가산지, 미곡, 오천보건진료소, 삼계, 인천, 보림입구, 백청리, 보림입구, 인천, 삼계, 오천보건진료소, 미곡, 가산지, 신기정류장, 원구, 벌영2리 | 3회       | 30분 소요                 |
| 창수 방면 | 영해버스터미널 | ↔        | 보림리                    | 벌영2리, 원구, 신기정류장, 가산지, 미곡, 오천보건진료소, 삼계, 인천, 보림입구, 인천, 삼계, 오천보건진료소, 미곡, 가산지, 신기정류장, 원구, 벌영2리 | 7회       | 50분 소요                 |
| 창수 방면 | 영해버스터미널 | ↔        | 수리                      | 벌영2리, 원구, 신기정류장, 가산지, 미곡, 오천보건진료소, 삼계, 수리, 삼계, 오천보건진료소, 미곡, 가산지, 신기정류장, 원구, 벌영2리 | 1회       | 30분 소요                 |
| 창수 방면 | 영해버스터미널 | ↔        | 창수2리                   | 벌영2리, 원구, 인량, 신기정류장, 신기, 신리, 신리보건진료소, 마당두들, 창수2리, 마당두들, 신리보건진료소, 신리, 신기, 신기정류장, 인량, 원구, 벌영2리 | 5회       | 60분 소요                 |
| 영양 방면 | 영해버스터미널 | ↔        | 영양군 영양시외버스터미널 | 벌영2리, 원구, 인량, 신기정류장, 신기, 신리, 신리보건진료소, 마당두들, 원창수, 자라목, 밤나무골, 장풍원, 무창, 화천, 대천, 영양보건소, 영양시외버스터미널, 영양보건소, 대천, 화천, 무창, 장풍원, 밤나무골, 자라목, 원창수, 마당두들, 신리보건진료소, 신리, 신기, 신기정류장, 인량, 원구, 벌영2리 | 5회       | 120분 소요                |